# Lush Retail
Lush – brytyjskie przedsiębiorstwo z siedzibą w Poole w Wielkiej Brytanii, zajmujące się produkcją i sprzedażą kosmetyków, takich jak mydła, balsamy do ciała, kule do kąpieli i produkty do makijażu.

## Historia
Przedsiębiorstwo zostało założona w 1995 roku pod nazwą Cosmetics to Go. Założyciele Mark i Mo Constantine otworzyli pierwszy sklep w Poole w Wielkiej Brytanii. Na całym świecie istnieje około tysiąca sklepów Lush w 52 krajach. Pierwsze dwa sklepy stacjonarne tej marki w Polsce znajdują się w warszawskich centrach handlowych Złote Tarasy i Westfield Arkadia, a trzeci sklep w łódzkiej Manufakturze.

## Produkty
Produkty Lush tworzone są z naturalnych składników, takich jak wyciągi roślinne, glinki, masła i olejki eteryczne, są wegetariańskie i nie są testowane na zwierzętach. Tworzone są całkowicie ręcznie, ze świeżych, etyczne pozyskiwanych surowców.

## Opakowania
Aby ograniczyć zużycie plastiku, firma opracowała szampon, olejek do kąpieli i do masażu w postaci stałej. Produkty te sprzedawane są nagie, w postaci bloków w opakowaniu papierowym. Produkty są oznaczone imieniem odpowiedzialnego pracownika oraz datą produkcji.